# Смиљанићева улица (Београд)
| СМИЉАНИЋЕВА · улица | СМИЉАНИЋЕВА · улица         |
| ------------------- | --------------------------- |
|                     |                             |
| Општина             | Врачар                      |
| Почетак             | Улица Макензијева (Београд) |
| Крај                | Улица Крунска (Београд)     |
| Дужина              | 400 m                       |
| Створена            | 1806.                       |
| Названа             | 1896.                       |
| Стари називи        | Симићева улица, Софија      |
|                     |                             |
|                     |                             |

Смиљанићева улица се налази у Београду, на Општини Врачар. Протеже се од Макензијеве улице па све до Крунске улице. Улица је формирана крајем 19. и почетком 20. века. Улица је дуга око 400 м.

## Историјат
Смиљанићева улица је добила име 1896. године, а претходни назив улице је био Симићева и то од 1806. године до 1896. године. Помиње се да је 1909. године улица носила назива Софија.
Завод за заштиту споменика културе града Београда је на седници Владе Републике Србије која је била одржана 8.априла 2021. године, прогласио Смиљанићеву улицу за непроцењиву културно-историјску просторну целину и културно наслеђе за развој Београда као престонице. У овој улици се налазе бројне приземне куће грађене крајем 19. и почетком 20. века. Стил којим су грађене је академско-сецесијски.

## Порекло назива улице
Смиљанићева улица носи име по Николи Смиљанићу који је био српски прота и војвода у Првом и другом српском устанку. Истакао се у борбама српских устаника и у прогону Турака после битке на Мишару..